# Liste der Kulturdenkmäler in Ellenhausen
In der Liste der Kulturdenkmäler in Ellenhausen sind alle Kulturdenkmäler der rheinland-pfälzischen Ortsgemeinde Ellenhausen aufgeführt. Grundlage ist die Denkmalliste des Landes Rheinland-Pfalz (Stand: 21. Dezember 2021).

## Einzeldenkmäler
| Bezeichnung  | Lage                    | Baujahr | Beschreibung                                                                       | Bild                           |
| ------------ | ----------------------- | ------- | ---------------------------------------------------------------------------------- | ------------------------------ |
| Schneidmühle | westlich des Ortes Lage |         | Bruchstein-Wohnhaus und -Mühlengebäude, Fachwerk-Wirtschaftsteil, teilweise massiv | weitere Bilder Fotos hochladen |